# Kapargadi
Kapargadi és una serralada de muntanyes al districte de Singbhum a Bihar. S'inicia al puig Kapargadi de 433 m i des d'aquest punt corre al sud-est fins a la muntanya de Tuiligar de 773 metres, situat a 22° 42′ 30″ N, 86° 11′ 30″ E / 22.70833°N,86.19167°E. Les muntanyes formen la part nord de la serra de Megshani abans a l'estat tributari de Morbhanj. Es va explotar el coure al segle xix, però fou abandonat el 1864.